# ゴンサロ・フェルナンデス・デ・コルドバ

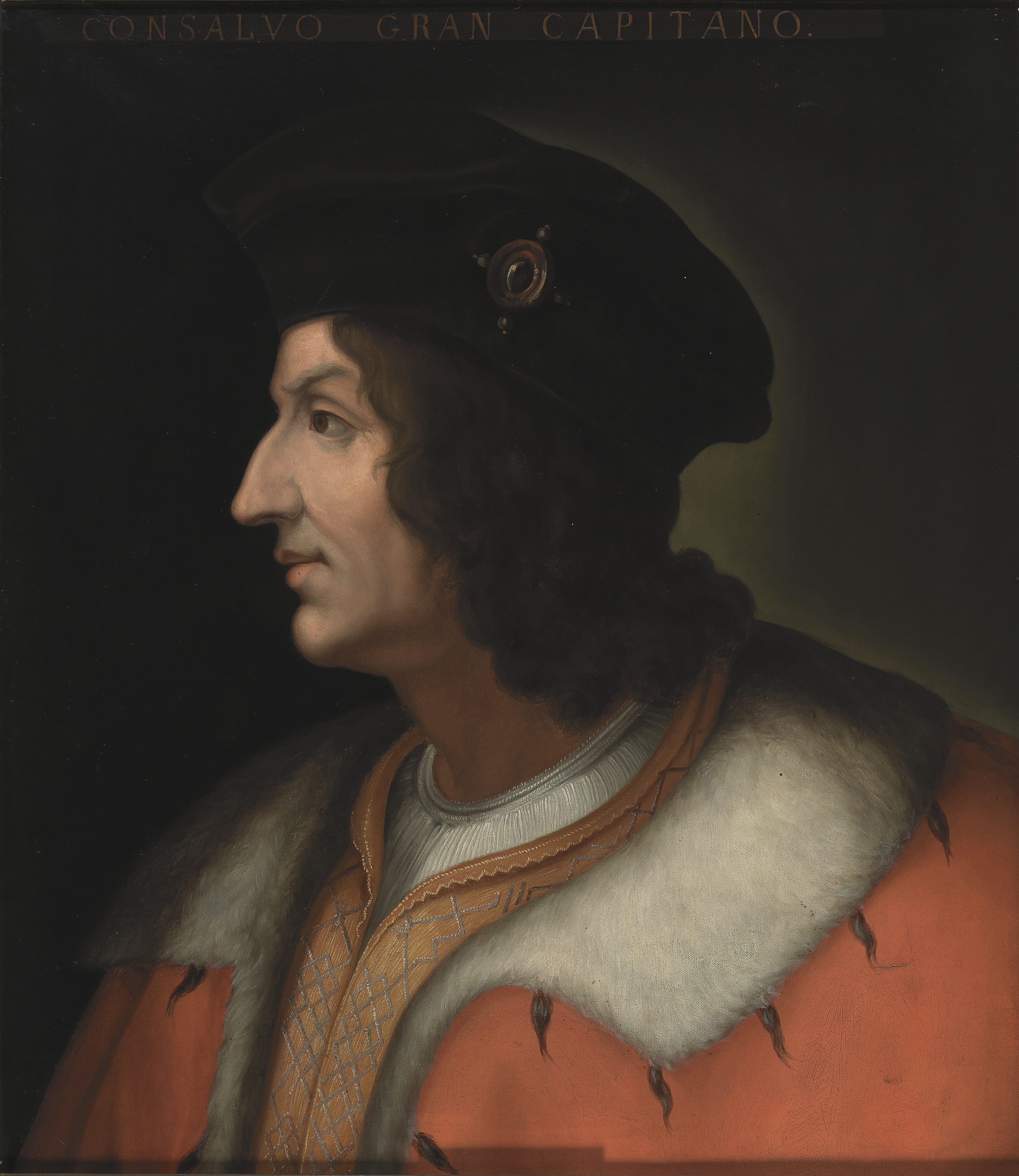
ゴンサロ・フェルナンデス・デ・コルドバ

ゴンサロ・フェルナンデス・デ・コルドバ（Gonzalo Fernández de Córdoba, 1453年9月1日 - 1515年12月2日）は、スペイン王国の将軍。エル・グラン・カピタン（El Gran Capitán）と尊称される。また、歴史家の一部は1503年のチェリニョーラの戦いにおける火力と塹壕の組み合わせを評価し、塹壕戦の父だとしている。

## 生涯

### 誕生から成人まで
ゴンサロは1453年9月1日、コルドバにほど近い町モンティーリャで生まれた。父はアギラール伯爵ドン・ペドロ・フェルナンデス・デ・コルドバ、母はエルヴィラ・デ・エレーラ。ドン・アロンソという兄がおり、ゴンサロは次男であった。家系は王家の支流（エンリケ2世の弟ファドリケの庶子の末裔）であるエンリケス家に属し、代々カスティーリャ王国の提督を輩出していた。
父はゴンサロが幼い時に亡くなった。アギラール伯家は以前からカブラ伯家と対立関係にあったため、父の死は重大な意味を持っていた。カブラ伯家は2人の兄弟が幼いことを理由に追い落としを狙い、一方アギラール伯家の家臣たちは兄弟を守り対抗した。次男であるゴンサロの立場は特に厳しいものだったが、兄が非常な努力を払って彼を助けた。一時期教会に入っていたが、成人すると還俗して宮廷に出仕した。

### 内戦とレコンキスタ
はじめ王弟ドン・アルフォンソに仕え、彼の死後はイサベル1世に仕えた。1474年、イサベル1世がカスティーリャ女王に即位すると、ポルトガル王アフォンソ5世は妻のフアナ（先王エンリケ4世の娘）の継承権を主張してカスティーリャに侵攻を開始、国内のフアナ支持派も立ち上がり、内戦に突入した。この戦争においてゴンサロは、サンティアゴ騎士団長アロンソ・デ・カルデナスの指揮下で戦った。アルベラの戦いの後、アロンソ・デ・カルデナスはゴンサロが常に前線に立っていたことを賞して褒美を与えた。ゴンサロは豪奢な鎧を身に着けていたため、非常に目立ったのである。
ゴンサロの軍人としての優れた資質は、早くもこの頃から現れ始めていた。一介の士官でありながら、まるで将軍のように鋭敏な知性と広い視野を持ち、また非常に忍耐強かった。一度戦いに入ると、無謀なほど大胆不敵な行動で周囲を驚かせた。すぐに評判は高まり、常に前線に立つゴンサロは兵士たちの尊敬を集め、彼のためなら献身を惜しまないようになった。戦争そのものは、イサベルの夫フェルナンドの協力によってイサベル派が優勢となった。1476年、トロの戦いでポルトガルは敗北し、1479年にアフォンソ5世はイサベルの王位継承を承認した。
1482年からカスティーリャは、イベリア半島に残った最後のイスラム国家グラナダ王国（ナスル朝）への侵攻を開始した。この戦争においてゴンサロは、サンティアゴ騎士団長となっていた兄ドン・アロンソの指揮下に入った。上官である兄と積極的に意見を交わすことができたことは、ゴンサロにとって大きな意味を持っていた。戦いは都市をめぐる攻防戦と、地の利を活用したグラナダ軍の奇襲の連続だった。両軍ともに工兵とゲリラを盛んに活用した。
ゴンサロの功績としてしばしば取り上げられるのが、イリョラにおけるイサベル1世の護衛である。イサベルはグラナダの戦況を視察しようと、前線観測所のイリョラへ向かい、ゴンサロに護衛を命じた。イリョラに到着したところでグラナダ側の守備隊が出撃してきたので、ゴンサロはイサベルの目の前でこれを撃退した。このためにイサベルはゴンサロを評価するようになったという。1492年、およそ10年にわたる戦いの末に、グラナダはカスティーリャに降伏、ここにレコンキスタは完結した。開城の際にゴンサロは、グラナダ側と協定を結ぶ使者の一人となり、戦後は多くの領地を与えられた。

### 第一次イタリア戦争

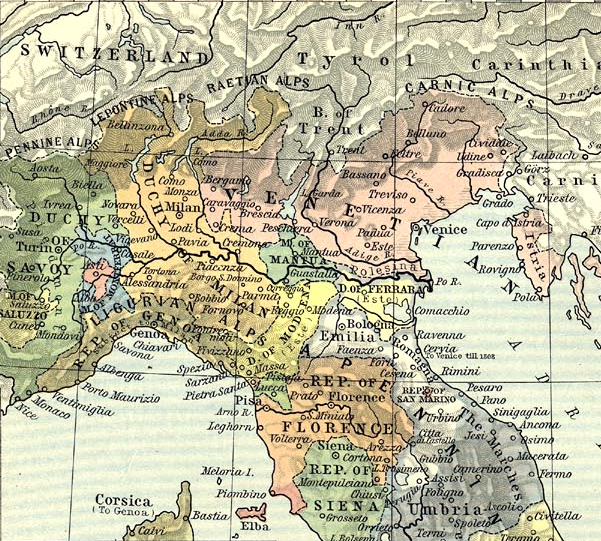
戦場となった15-16世紀のイタリア

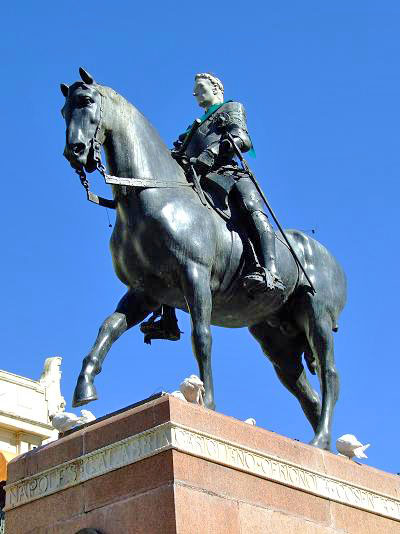
コルドバにあるゴンサロ・フェルナンデスの騎馬像

この時点でのゴンサロに対する大方の評価は、あくまで優秀な士官の域を出なかったが、イサベル1世は彼の忠誠心と器量を評価していた。1494年から開始されたイタリア戦争において、スペイン軍の司令官としてゴンサロが選ばれたのは、こうしたイサベルの個人的な評価のためである。イタリアに上陸したゴンサロは、ナポリ王の元へ5千の援軍を送り届けた。1495年3月31日、教皇アレクサンデル6世の呼びかけによって神聖同盟が結成され、戦況はフランスの劣勢に転換しつつあった。
1495年5月26日、ゴンサロの率いるスペインとナポリの連合軍は、フランス軍とイタリア南部カラブリアのセミナラで交戦した（セミナラの戦い）。フランス軍は騎兵600名とスイス槍兵400名、対する連合軍は歩兵1000名、騎兵400名、他にナポリの義勇兵が加わっていた。兵力的には優勢でありながら、戦いはフランス軍の勝利に終わった。まずフランス騎兵の攻撃でスペイン騎兵が敗退し、続いてフランス騎兵はスペイン歩兵の隊列に突撃をかけた。ナポリの義勇軍は浮き足立って後退を始めた。連合軍の隊列が乱れたところを、スイス槍兵が前進して突き崩した。この時点で勝敗は決し、ゴンサロは全軍を撤退させた。
正確な損害はわかっていないが、明らかにスペイン軍の敗北であった。山岳戦やゲリラ戦主体のレコンキスタを戦ってきたスペイン軍は、フランス軍の騎兵とスイス槍兵を組み合わせた攻撃に対抗できなかったのである。この敗北はゴンサロにとって生涯で唯一の敗北となった。ゴンサロは敗因をスペイン軍の編成そのものにあると考え、これを変革させる必要性を強く感じるようになった。
1495年7月6日、フォルノヴォの戦いで神聖同盟軍に敗れたフランス軍は、イタリアから撤退した。これによって、戦争そのものは神聖同盟側の勝利に終わった。ゴンサロはイタリアにとどまり、軍隊の改革を開始した。

### コロネリア
セミナラの戦いの時点のスペイン軍は以下のようなものだった。歩兵の主な装備は剣と丸盾だった。投射兵器の主力はクロスボウで、アルケブス（初期の火縄銃）を装備していた兵もいたが、その数は多くなかった。
重装騎兵は主に貴族とその郎党で、全体に占める割合は少なく、他の大半の騎兵は軽装騎兵だった。また、重装騎兵はフランスの騎兵のように密集して戦うことは少なかった。砲兵、工兵は数も多く、質も高かった。この2点ではスペイン軍は他国に優越していた。これらはレコンキスタの一般的な戦闘形態である攻城戦やゲリラ戦には適当な装備だった。しかしながら、イタリアのような平野の多い土地で他国の野戦軍と戦う場合、見劣りがすることは否めなかった。
イタリア戦争で敵となったフランス軍の編成は以下のようなものだった。歩兵の主力は槍兵だった。中でもスイス人傭兵は最精鋭として恐れられていた。スイス槍兵の密集隊形を崩すのは非常に困難であり、しかも彼らは密集隊形のままで突撃することができた。また、スイス槍兵ほどではないが、大半の槍兵の密集隊形は騎兵の突撃を阻止することができた。槍兵を支援するための投射兵はクロスボウを装備しているのが普通で、アルケブスはまだ少なく、ここはスペインと同様だった。
重装騎兵はフランス軍の中核だった。機動力と衝撃力を備えた重装騎兵は、敵の戦列を崩せる唯一の存在だった。ただし、槍兵の密集隊形を正面から崩すことはまず不可能であるため、移動などで敵の隊形が乱れる時を狙って突撃を仕掛けた。軽装騎兵は偵察等に使用され、会戦では予備軍にまわされるのが常だった。フランス軍はイタリア侵攻に多数の砲兵を引き連れており、主な役割は攻城戦における城壁の破壊だった。野戦においては敵の隊形を崩すことを期待されていたが、当時の技術的制約から連射ができず、また移動にも手間がかかるため、十分な力を発揮することはできなかった。
両者を比べた場合、スペイン軍は歩兵、重装騎兵で明らかに劣っていた。歩兵の剣は振り回すための空間が必要であり、前に突き出すだけでよい槍に比べて密集度が低く、また射程も短いために騎兵の突撃に対抗できなかった。重装騎兵は密集しないために敵の隊形を崩せず、数の不足から騎兵戦でも不利だった。
ゴンサロが最初に着手したのは、歩兵の装備を剣から槍に変更することだった。槍兵には密集隊形を組ませ、その周囲と両翼に投射兵を袖のように配置した。次に部隊の柔軟性を高めるため、士官の数を増加させた。それまでたった1人の士官が兵士100人から600人を指揮していたが、ゴンサロは兵士300人につき4人から6人の士官がつくようにさせた。一つの部隊はおよそ1000名前後で構成されたと考えられている。こうした部隊はコロネリア（Coronelía）と呼ばれた。後にコロネリアの兵員は増加され、有名なテルシオ（Tercio）へと変化する。
一方で騎兵に関してはゴンサロはさほど手を加えなかった。その代わりゴンサロは工兵を利用して、騎兵の機動力と突撃力を減殺させる方法を考えた。すなわち塹壕と土塁である。敵の脅威から歩兵や大砲を守るために人工物を作り出すという手法は、古典的な城の概念と同じである。つまり、ゴンサロは攻城戦における防御側の戦術を野戦に持ち込もうとしたのである。ゴンサロはチェリニョーラの戦いでこの概念を実践し、野戦築城の効果を知らしめた。このために彼を塹壕戦の父とする歴史家もいる。

### 第二次イタリア戦争
ゴンサロの新しい軍隊の実力を試す最初の機会は、フランスではなくオスマン帝国を相手に行われた。ゴンサロはナポリ王フェデリーコ4世（1世）とともにギリシャへ遠征し、オスマン帝国からケファロニアを奪い取った。1498年、ゴンサロはスペインに帰国し、エル・グラン・カピタンの称号を与えられ、またサンタンジェロ公爵に叙せられた。その後、国内で発生していたムーア人の反乱を鎮圧した。
1499年、教皇アレクサンデル6世と同盟を組んだフランス軍は、再びイタリアへの侵攻を開始、第二次イタリア戦争が開始された。フランス王ルイ12世は前回の教訓を活かし、敵対勢力を減らすためアラゴンに対してナポリ王国の分割を持ちかけた。アラゴン王（兼カスティーリャの共同国王）のフェルナンド2世はこれを受け入れ、1500年、フェデリーコ4世を退位させてナポリを分割した。しかしその実、フェルナンド2世は全土の獲得を狙っていた。
1501年、スペイン軍司令官に選ばれたゴンサロは、再びイタリアに上陸した。ゴンサロは明確な戦略を持って行動した。オファント川沿いの町バルレッタへ軍を進め、防衛に向いたこの地でキャンプを張り、その間にゲリラ戦に慣れた兵士たちを派遣してフランス軍の兵站線の断絶を狙った。敵が優勢である間は正面決戦を避け、フランス軍が挑発してきても決して乗らなかった。やがて兵站が苦しくなったフランス軍は、補給の望める地方へ軍を分散させた。この機を狙ってゴンサロは攻勢に移り、フランス軍の補給拠点であるチェリニョーラを急襲した。そして、有利な地形を選んで野戦陣地を築いた。フランス軍は部隊を集結させてチェリニョーラの奪還に乗り出した。1503年4月21日、両軍が相対し、チェリニョーラの戦いが生起した。

### チェリニョーラの戦い
ゴンサロは丘の上に陣を取り、周囲を塹壕と土塁で補強していた。スペイン軍の兵力は諸説あるが、騎兵1600名、歩兵6000名だったと考えられている。他に500名前後のアルケブスを装備したドイツ人傭兵がおり、この部隊はマクシミリアン1世が派遣した援軍であった。砲は13門。これに対しルイ・ダルマニャック率いるフランス軍は、騎兵650名、歩兵7000名、砲26門だった。歩兵の主力はスイス槍兵だったが、銃兵も存在していた。フランス軍は前日の軽騎兵による妨害で十分な偵察ができず、塹壕の存在を察知していなかった。
最初に動いたのはフランス軍の騎兵だった。ルイ・ダルマニャックは早期に決着をつけるべく、騎兵を突撃させた。ゴンサロは、騎兵が塹壕で停止したところを大砲の斉射によって混乱させようとしたが、突如としてスペイン軍の火薬庫の一つが爆発、驚いた砲兵は予定より早く斉射を行ってしまった。しかし、ゴンサロは火薬庫の爆発を見ても慌てず、「良い知らせだ。これこそ勝利の光である」と、言ったとされる。
大砲の斉射は失敗したが、ドイツ傭兵が力を発揮し、塹壕で停止した騎兵を火力で射すくめた。この射撃によって騎兵の指揮官が戦死した。続いてルイ・ダルマニャックは歩兵を前進させた。スイス槍兵は塹壕を突破しようと3度にわたって突撃を仕掛けたが、果たせずに撃退され、スイス槍兵の指揮官も戦死した。あまりの損害の多さにフランス軍は撤退を開始、ゴンサロは直ちに追撃させた。フランス軍の司令官ルイ・ダルマニャックは追撃してきた騎兵に殺され、また多くのフランス軍兵士が殺された。この戦いによるフランス軍の損害は3000名を超え、一方のスペイン軍の損害は100名前後に過ぎなかった。スペイン軍はフランスの遺棄していった大砲を全て獲得した。
チェリニョーラの戦いは決定的な戦いだった。フランス軍はナポリから追い出され、ゴンサロは同年中にナポリ全土を制圧した。1504年、戦力を再編できぬフランス軍はイタリアから撤退し、第二次イタリア戦争は終結した。軍事史的にも重要な戦いだった。あくまで攻城戦の技術に基づいてはいたものの、火力によって重装騎兵を破ったことの意味は大きかった。これ以降、野戦築城と火力を組み合わせた戦術は一般化していった。

### 解任
ゴンサロは1507年までナポリの総督として統治した。しかし、彼の功績はあまりに大きすぎたため、フェルナンド2世の嫉妬と疑心を招いた。1504年のイサベル1世の死はゴンサロにとって頼れる後見人の喪失を意味した。ゴンサロは公費から軍と彼自身の給料を引き出していたが、その管理はずさんだった。フェルナンド2世はこれを格好の口実とし、ゴンサロを解任し、その後は何の役職も与えなかった。1515年、ゴンサロはスペインのロハで死去した。

## 評価
ゴンサロは間違いなく当時一流の将軍であった。敗北を喫したのはセミナラの戦いの一度だけであり、しかも彼はそこから戦訓を汲み取って次の戦いに反映させた。チェリニョーラの戦いは、野戦築城を効果的に使用し、重装騎兵を野戦において火力で撃破した初期の戦例である。しかし、これをもって彼を火力戦の先駆者とする見方は正確ではない。チェリニョーラにおいてゴンサロが重視していたのは砲兵の斉射であり、銃兵にはさほど期待していなかった。アルケブス兵がマクシミリアン1世の派遣したドイツ人傭兵だったという事実がそれを表している。勝利の原因は、野戦築城によって敵を攻城戦に引き込んだことにあり、それはレコンキスタで攻城戦の経験を積んだスペイン軍にとっては最適の戦術だった。攻城戦では火器はすでに一般的な武器であったし、火器ではなくクロスボウでも同様の効果を発揮したと考えられる。
チェリニョーラ以降、スペイン軍の中に占める銃兵の比率は増加していくが、それは敵のフランス軍も同じだった。そしてまた、戦術面においても野戦築城は一般的になった。結果として16世紀の戦場では、塹壕を挟んで両軍がにらみ合いをするという光景がしばしば見られるようになった。こうした状況が変化するには、17世紀のグスタフ2世アドルフの登場を待たねばならない。
しかしながら、それでゴンサロの改革の意味が失われるわけではない。コロネリアはやがてテルシオへと変化し、テルシオは16世紀から17世紀にかけてヨーロッパで最精鋭の集団として恐れられた。また、彼が士官の数を増加させたことも重要である。士官数の増加で部隊の柔軟性を高める方法は、ヨーロッパでは一般化していき、各国に士官学校が作られるようになる。ハプスブルク帝国を築いたカール5世の軍隊を率いた士官たちは、こうした士官学校の出身である。ゴンサロは16世紀スペインの繁栄の種を蒔いたといえるだろう。